# Provincie Iburi
Provincie Iburi (japonsky: 胆振国; Iburi no kuni) byla krátce existující japonská provincie ležící na ostrově Hokkaidó. Na jejím území se dnes rozkládá podprefektura Iburi, okres Jamakoši v podprefektuře Ošima, okres Abuta v podprefektuře Širibeši, města Čitose a Eniwa v podprefektuře Išikari a obec Šimukappu v podprefektura Kamikawa.
Provincie vznikla 15. srpna 1869 a skládala se z 8 okresů. V roce 1872 při sčítání lidu činila populace provincie 6 251 osob. V roce 1882 byly provincie na ostrově Hokkaidó zrušeny.

## Okresy
- Abuta (虻田郡)
- Čitose (千歳郡) (zrušen 11. listopadu 1970, když se z (malého) města (mači) Eniwa stalo (velké) město ši)
- Jamakoši (山越郡)
- Joribecu (幌別郡) (zrušen 1. srpna 1970, když se z (malého) města (mači) Noboribecu stalo (velké) město ši)
- Júfucu (勇払郡)
- Muroran (室蘭郡) (zrušen 1. února 1918, když se 4 města a vesnice sloučily do Muroran-ku)
- Širaoi (白老郡)
- Usu (有珠郡)